# Stairway to Heaven
A Stairway to Heaven a brit Led Zeppelin rockegyüttes leghíresebb dala, amely 1971. november 8-án jelent meg. Jimmy Page gitáros és Robert Plant énekes írta az együttes negyedik stúdióalbumára, a Led Zeppelin IV-re. Többször nevezték minden idők legjobb rockdalának.
Az eredeti stúdióváltozat nyolc perc és két másodperc hosszúságú. Több részből áll, amelyek egyre gyorsabbak és hangosabbak lesznek. A dal lassú, akusztikus népdalként kezdődik furulya kísérettel, majd belép az elektronikus hangszerelés. Az utolsó rész egy gyors hard rock szakasz, amely leginkább Page bonyolult gitárszólójáról ismert.
2000-ben a VH1 100 legjobb Rock Sláger listáján a szavazók a harmadik helyet ítélték meg a dalnak. A Rolling Stone magazin Minden idők 500 legjobb dalának listáján a 31. helyezést érte el. Az 1970-es években ez volt a legtöbbet kért dal az FM rádiókon, annak ellenére, hogy az államokban nem jelent meg kislemezként. 2007 novemberében a Mothership promóciós letöltésének kapcsán a Stairway to Heaven a 37. lett a brit kislemezlistán.

## A dal születése
A Stairway to Heaven felvétele 1970 decemberében kezdődött az Island Records londoni Basin Street-i stúdiójában. A dalszerzés folyamata a dalszöveg megírásával fejeződött be, erre a Headley Grange-ben került sor, 1971-ben. Page ezután visszatért az Island stúdiójába, hogy rögzítse gitárszólóját.
A dal története 1970-ben kezdődik. Jimmy Page és Robert Plant a walesi Bron-Yr-Aur házban tartózkodtak az együttes ötödik amerikai turnéja után. Page állítása szerint „a dal hosszú időn keresztül íródott, az első rész egy este ötlött fel a Bron-Yr-Aurban.” Page állandóan tartott magánál egy magnetofont, a Stairway ötlete több rövid felvételből állt össze. Végül John Paul Jones-szal dolgozta ki a végleges változatot.
A dalszöveg első változata a Headley Grange-ben született meg, elsősorban improvizációra alapozva. Amíg Jimmy Page az akkordokat játszotta, Robert Plant kezében papírt és ceruzát tartva írt. A szöveg visszatükrözi Plant akkori olvasmányait. Az énekes Lewis Spence műveit olvasta, később Spence A kelta Britannia mágikus gyakorlatai című könyvét nevezte meg a fő ihletforrásnak.
1970 novemberében Page megemlített egy készülő dalt egy zenei újságírónak, ekkor 15 percesre saccolta a készülő dal hosszát.
A végső stúdiófelvétel 1971 novemberében jelent meg a Led Zeppelin IV-en. Az együttes kiadója, az Atlantic Records minden áron ki akarta adni a dalt kislemezen is, de Peter Grant menedzser ezt 1972-ben és 73-ban is elutasította. Az Egyesült Államokban a dal végül promóciós kislemezen jelent meg 1972-ben.

## A dal szerkezete
A IV-es lemezen megjelenő változat több, egymástól jól elkülöníthető szakaszból áll. Egy halk akusztikus bevezetővel indul, amelyet egy akusztikus gitár és négy furulya játszik, a reneszánsz zene stílusában (a szakasz 2:15-nél ér véget). Ezt egy lassú elektromos középső rész követi (2:16–5:33), majd egy hosszú gitárszóló következik (5:34–6:44). Az utolsó szakasz (6:45–7:45) egy gyors hard rock-szakasz, a dal pedig egy lassú epilógussal ér véget a bevezető stílusában.
Az a-mollban megírt dal arpeggiós, ujjal pengetett akkordok sorával indul, miközben egy ereszkedő kromatikus hangsorú basszusszólam is hallatszik (A-G#-G-F#-F-E). John Paul Jones egy basszusfurulyán játszik a nyitószakaszban, a középső részben pedig egy Hohner elektromos zongorán.
A szakaszok egyre több gitárt használnak, mind kiegészíti az intrót, a dob 4:18-nál lép be. Jimmy Page gitárszólóját egy 1959-es Fender Telecasteren rögzítették. Három különböző improvizált szólót vettek fel, ezek közül Page csak nehezen tudott dönteni. A többi gitárszólamot egy Harmony Sovereign H1260-as akusztikus gitáron és egy Rickenbacker gitáron rögzítették. Ezek a bal, illetve a jobb sávban hallhatóak. A koncerteken Page egy Gibson EDS-1275 kétnyakú gitáron játszotta. Az utolsó hangok a rockzenére jellemző i-VII-VI progressziót követik (Am-G-F).
A dal ütemezésének érdekessége a gitárszólót megelőző rész. Habár ebben a szakaszban is betartják a 4/4-es ütemet, a legtöbb szólam nyolcadokra vált. Ez a ritmus betartását megnehezíti néhány zenésznek, de előre sejteti a közeledő gitárszólót.

## Közreműködtek
- Robert Plant – ének, csörgődob
- Jimmy Page – elektromos gitár, akusztikus gitár
- John Paul Jones – furulya, elektromos zongora, basszusgitár
- John Bonham – dobok

## A dal eredete
Az évek során több ember is kifejtette azon véleményét, hogy a dal bevezetése és a gitár arpeggiók nagyon hasonlítanak a Spirit együttes Taurus című instrumentális dalának motívumára. A Led Zeppelin a Spirit előzenekara volt első amerikai turnéján, így kevés kétség van afelől, hogy a Led Zeppelin hallotta a dalt a Stairway to Heaven megírása előtt.
Egy másik közismert anekdota szerint a dal keletkezése arra vezethető vissza, hogy George Harrison egyszer megjegyezte Page-nek, hogy a Led Zeppelinnek nincsenek igazi balladái. Ennek hatására a Beatles Something című szerzeményének bevezetőjére próbált variációkat, ebből alakult ki a bevezető gitárdallama.

## Előadás koncerteken
A dalt először 1971. március 5-én adták elő a belfasti Ulster Hallban. John Paul Jones így emlékezik vissza az előadásra: „Mind unatkozva várták, hogy valami olyat halljanak, amit ismernek.” Page egy LA Forum-i előadásról így beszélt:
„Nem mondom, hogy mindenki felállva tapsolt - de sokan így tettek. Azt gondoltam, ez remek, hisz még nem hallották ezt a dalt. Most hallják először! Nyilvánvaló volt, hogy megérintette őket, szóval tudtam, hogy van valami ebben a dalban.”
A rádiós premier felvételére 1971. április 1-jén került sor a Paris Cinemában, stúdióközönség előtt. A dalt három nappal később adta le a BBC. Az ezt követő Led Zeppelin-koncerteken szinte kivétel nélkül szerepelt a dal. Kivételt képeztek azok a koncertek, amelyeket valamilyen okból le kellett rövidíteni. Az opusz felkerült az 1973-ban rögzített The Song Remains the Same koncertalbumra, és természetesen nem hiányozhat a A dal ugyanaz marad című koncertfilmről sem. A számot utoljára 1980. július 7-én adták elő, Berlinben; ez a verzió egyben az egyik leghosszabb, közel tizenöt perces.

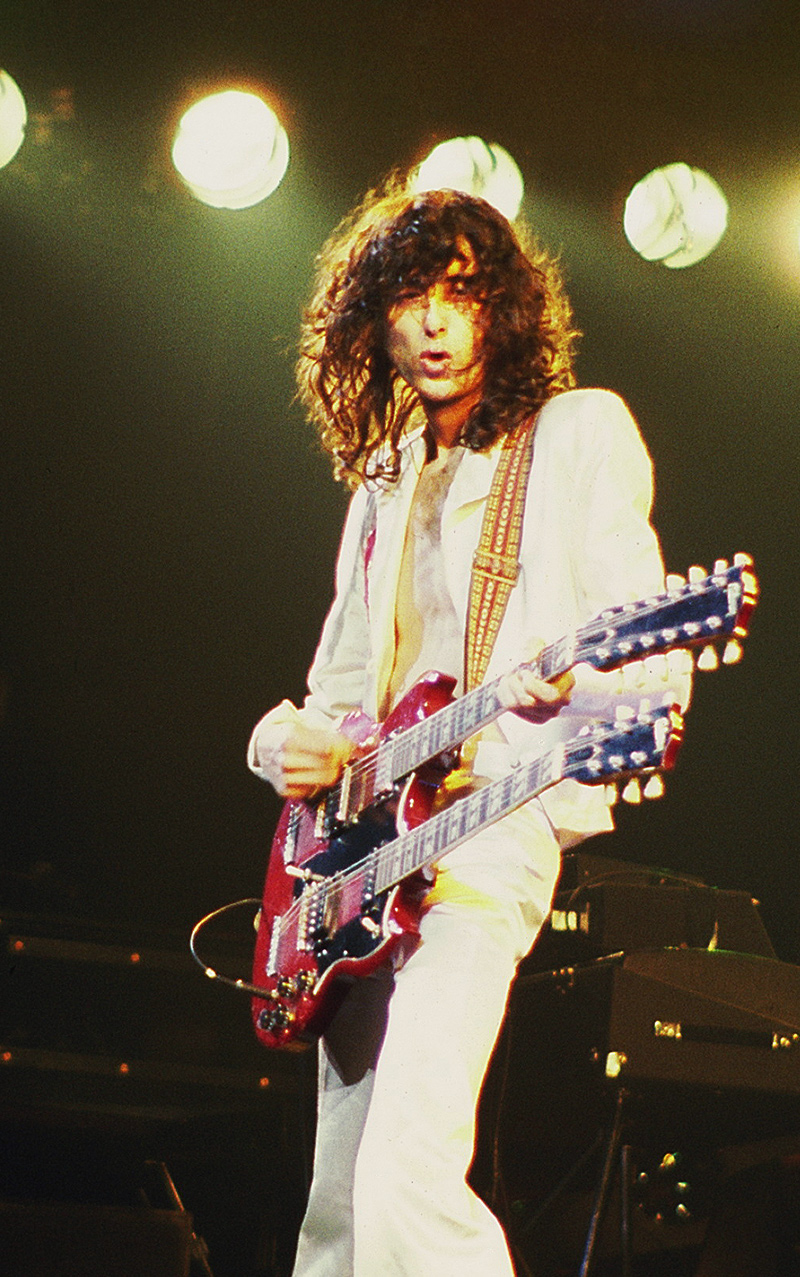
Jimmy Page egy kétnyakú gitárt használt a Stairway to Heaven előadására

Amikor a dalt koncerteken játszották, gyakran meghosszabbították több mint tíz percesre. Page ilyenkor egy hosszabb gitárszólót játszott, Plant pedig rögtönzött néhány sort („Van valaki, aki emlékszik, mi az a nevetés?”, „Van valaki, aki emlékszik az erdőkre?”, „Egy perc!”, „Remélem.”). A koncerteken Page egy Gibson EDS-1275 kétnyakú gitárt használt, hogy ne kelljen szünetet tartania, amíg gitárt vált.
1975-re a dal állandó fináléként szerepelt a Led Zeppelin koncertjein. Az 1977-es egyesült államokbeli turnéjuk után azonban Plant kezdte megunni a Stairway to Heaven-t: „Alig van alkalom, amikor őszintén elénekelheted... egyszerűen álszentté vált az egész.”
A dalt az együttes megmaradt tagjai eljátszották az 1985-ös Live Aid koncerten; 1988-ban az Atlantic Records fennállásának 40. évfordulója alkalmából rendezett koncerten, a doboknál Jason Bonhammel. Jimmy Page a dal egy akusztikus változatát adta elő a szólóturnéin.
Az 1980-as évek végén Plant hangot adott a dal iránt érzett negatív érzéseinek. Az 1990-es évek közepére azonban megváltozott a véleménye. A dal elejét előadták a Page and Plant formáció fellépésein, 1994 novemberében pedig egy akusztikus változatát is felvették a japán televízió számára. A Stairway to Heaven szerepelt a Led Zeppelin 2007. december 10-ei koncertén is.
Eredeti videófelvétel a dal előadásáról csak a Led Zeppelin: A dal ugyanaz marad és Led Zeppelin DVD kiadványokon maradtak meg. Hivatalos koncertfelvételek hallhatóak a The Song Remains the Same, a Led Zeppelin BBC Sessions és a How the West Was Won albumokon. Több száz további koncertfelvétel készült a dalról, ezek a nem hivatalos bootlegeken hallhatók.

## Siker és utóhatás
A Stairway to Heaven-t többször nevezték minden idők egyik legjobb rockdalának. A dal az évek során igazi himnusszá nőtte ki magát.
A Stairway to Heaven állandó szereplője a különböző rádióadók által összeállított listáknak, 2006-ban a Guitar World a legjobb gitárszóló közönségszavazásán az első lett. A dal megjelenésének 20. évfordulója alkalmából bejelentették, hogy a dalt körülbelül 2 874 000 alkalommal játszották le az amerikai rádiókban - ez a mennyiség egyenlő 44 évnyi folyamatos lejátszással. 2000-re a dalt már hárommilliószor játszották le a rádiókban. 1990-ben az egyik floridai rádió 24 órán keresztül játszotta ezt a dalt. A dal kottája a világ legtöbb példányban eladott kottája, évente átlagosan 15 000 példányban kel, összesen több mint egymillió darabot adtak el belőle.
A dal hossza kizárta a kislemezen való megjelenés lehetőségét. Az Atlantic Records kérése ellenére az együttes nem járult hozzá a dal megvágásához, így a Stairway to Heaven egyike a legismertebb rockdaloknak, amelyek sosem jelentek meg kislemezen. Valójában két promóciós kiadványon mégis megjelent az Egyesült Államokban, valamint Ausztráliában egy középlemezen. A Stairway to Heaven volt az egyetlen Led Zeppelin-dal, amely felkerült az Atlantic Records 1977-es dupla válogatáslemezére, a We've Got Your Music-ra.
2004-ben a Rolling Stone a 31. helyre rakta Minden idők 500 legjobb dalának listáján. A Guitar World minden idők legjobb gitárszólójának nevezte Jimmy Page gitárszólóját. 2010-ben a New York-i Q104.3 klasszikusrock-rádióadó a legjobb dalnak nevezte a Stairway to Heaven-t a "Minden idők 1043 legjobb dala" listán.

## Feldolgozások
A dalt többször is feldolgozták. Rolf Harris didzseridus feldolgozása a 7. helyet érte el a Brit kislemezlistán 1993-ban. Dolly Parton 2002-ben elkészítette a dal akusztikus feldolgozását; Plant ezt a változatot méltatta. 1977-ben a Little Roger and the Goosebumps rögzítette a dal paródiáját, amelyben a dalszöveget kicserélték a Gilligan szigete sorozat főcímdalának szövegével. A Led Zeppelin ügyvédei öt héttel később perrel fenyegetőztek, ha nem semmisítik meg a megmaradt másolatokat. Egy 2005-ös interjújában Plant ezt a változatot nevezte a kedvenc Stairway to Heaven-feldolgozásnak.
1985-ben a Far Corporation dolgozta fel a dalt, a kislemez a 8. lett az Egyesült Királyságban. Frank Zappa elkészítette a dal újrahangszerelt változatát az 1988-as turnéjára. A felvétel felkerült a The Best Band You Never Heard in Your Life albumra. Joe Wolfe fizikus és zeneszerző több változatát is elkészítette a Stairway to Heaven-nek. A mű a The Stairway Suite címet kapta, és szimfonikus zenekarra, big bandre, kórusra és négytagú kórusra (SATB) írt változatokat tartalmaz. Minden változat egy-egy zeneszerző stílusában íródott: Franz Schubert, Gustav Holst, Glenn Miller, Gustav Mahler, Georges Bizet és Ludwig van Beethoven. Wolfe a teljes mű kottáját közzétette az interneten.
A Wayne világa című film eredeti mozis változatában a főhős felvesz egy gitárt és lejátssza a dal első néhány hangját. Egy bolti dolgozó azonnal leállítja, és egy "No Stairway" táblára mutat, ez arra utal, hogy rengeteg ember próbált ki gitárokat a hangszerlboltokban ezzel a dallal. A film televíziós és videó kiadásában a főhős egy általános gitárriffet játszik a jogdíjak miatt.
2010-ben Mary J. Blige dolgozta fel a dalt, ez a verzió a Stronger with Each Tear albumon hallható. Blige a dalt előadta az American Idol-ban, a felvételt letölthetővé tették és a bevételt jótékonysági célokra ajánlották fel.

## Backmasking
A Trinity Broadcasting Network egy 1982. januári műsorában azt állították, hogy több népszerű rockdalban rejtettek el titkos üzenetet a backward masking technika segítségével. Az egyik példa erre a titkos üzenetre éppen a Stairway to Heaven volt. Az állítólagos üzenet a dal középső része alatt hallható („If there's a bustle in your hedgerow, don't be alarm now...”). Ha ezt a szakaszt visszafelé lejátsszuk, fény derül az állítólagos utalásokra a Sátánra: „Éljen a drága Sátánom” és „Azért énekelek, mert a Sátánnal élek.”
A műsorban elhangzott vádak után Phil Wyman benyújtott egy törvényjavaslatot, mely szerint a lemezkiadóknak figyelmeztető üzenetet kell tenniük a backmaskingot tartalmazó felvételekre. 1982 áprilisában sor került egy meghallgatásra a könnyűzenében jelenlévő backmasking kapcsán. Ezen az ülésen lejátszották visszafelé a Stairway to Heaven-t. A meghallgatás során William Yarroll „idegtudományi kutató” azt állította, hogy a fordított üzeneteket az emberi agy képes megfejteni.
A rejtett üzenet több átírása is létezik. Az egyik így szól:
Éljen a drága Sátánom.
Az, kinek útja elszomorítana, kinek hatalma a Sátán.
Majd megmutatja az ő 666-tal.
Volt egy kicsi szerszámos fészer, ahol megkínzott, szomorú Sátán.
Az együttes ignorálta ezeket a vádakat; a feltételezésekre válaszul a Swan Song Records a következő nyilatkozatot tette: „A mi lejátszóink csak egy irányba játszanak - előre.” A Led Zeppelin hangmérnöke, Eddie Kramer a vádakat „teljesen nevetségesnek” nevezte. Robert Plant frusztrációjának adott hangot egy 1983-as interjúban: „Számomra ez nagyon szomorú, mert a Stairway to Heaven-t csupa jószándékkal írtuk, a felvétel megfordítása és rejtett üzenetek elhelyezése nem felel meg az én zeneszerzésről alkotott elképzelésemnek.”

## Összeállítások
| Kiadó                      | Ország     | Összeállítás                                                                | Év   | Helyezés |
| -------------------------- | ---------- | --------------------------------------------------------------------------- | ---- | -------- |
| Rock and Roll Hall of Fame | USA        | A Rock and Roll Hall of Fame 500 dala, ami megváltoztatta a rock and roll-t | 1994 | –        |
| Classic Rock               | UK         | "Minden idők tíz legjobb dala!"                                             | 1999 | 1        |
| VH1                        | USA        | "Minden idők 100 legjobb rockdala"                                          | 2000 | 3        |
| RIAA                       | USA        | "Az évszázad dalai"                                                         | 2001 | 53       |
| Grammy-díj                 | USA        | "Grammy Hall of Fame-díj"                                                   | 2003 | –        |
| Rolling Stone              | USA        | "Minden idők 500 legjobb dala"                                              | 2003 | 31       |
| Q                          | UK         | "100 dal, ami megváltoztatta a világot"                                     | 2003 | 47       |
| Toby Creswell              | Ausztrália | "1001 dal: minden idők legjobb dalai"                                       | 2005 | –        |
| Q                          | UK         | "Minden idők 100 legjobb dala"                                              | 2006 | 8        |
| Guitar World               | USA        | "A 100 legjobb gitárszóló"                                                  | 2006 | 1        |
| Rolling Stone              | USA        | "Minden idők 100 legjobb gitárdala"                                         | 2008 | 8        |
| Triple J                   | Ausztrália | "Minden idők 100 legjobbja"                                                 | 2009 | 10       |

## Megjelenések
1972 7" kislemez (Fülöp-szigetek: Atlantic 45-3747)
- A. Stairway to Heaven [első rész] (Page, Plant) 4:01
- B. Stairway to Heaven [második rész] (Page, Plant) 4:01

1972 7" promo (US: Atlantic PR 175)
- A. Stairway to Heaven [stereo] (Page, Plant) 8:02
- B. Stairway to Heaven [mono] (Page, Plant) 8:02

1972 7" promo (US: Atlantic PR-269)
- A. Stairway to Heaven [stereo] (Page, Plant) 7:55
- B. Stairway to Heaven [mono] (Page, Plant) 7:55

1972 7" promo  (Dél-Afrika: Atlantic Teal)
- A. Stairway to Heaven (Page, Plant) 8:02
- B. Going to California (Page, Plant) 3:31

1978 12" kislemez (Brazília: WEA 6WP.2003)
- A. Stairway to Heaven [stereo] (Page, Plant) 8:02
- B. Stairway to Heaven [mono] (Page, Plant) 8:02

1990 7" promo (UK: Atlantic LZ3)
- A. Stairway to Heaven (Page, Plant) 8:02
- B. Whole Lotta Love (Bonham, Jones, Page, Plant, Dixon)

1991 20th Anniversary promo (US: Atlantic PRCD 4424-2, Japán: Warner Pioneer PRCD 4424-2)
- CD-kislemez, 7" kislemez

## Helyezések
Az adatok a digitális letöltésre vonatkoznak.
| Lista (2007)                                | Helyezés |
| ------------------------------------------- | -------- |
| Új-Zéland (Recorded Music NZ)               | 13       |
| Norvégia (VG-lista)                         | 5        |
| Írország (IRMA)                             | 24       |
| Egyesült Királyság (UK Singles Chart)       | 37       |
| US Billboard Hot Digital Songs Chart        | 30       |
| US Billboard Hot Singles Recurrents Chart   | 16       |
| Kanadai Billboard Hot Digital Singles Chart | 17       |
| EU Billboard Hot 100 Singles Chart          | 79       |
| Svájc (Schweizer Hitparade)                 | 17       |
| Portugál kislemezlista                      | 8        |
| Lista (2008)                                | Helyezés |
| Svéd kislemezlista                          | 57       |
| Német kislemezlista                         | 71       |
| Lista (2010)                                | Helyezés |
| Német kislemezlista                         | 15       |

## Fordítás
- Ez a szócikk részben vagy egészben  a   Stairway to Heaven című angol Wikipédia-szócikk ezen változatának fordításán alapul.  Az eredeti cikk szerkesztőit annak laptörténete sorolja fel. Ez a jelzés csupán a megfogalmazás eredetét és a szerzői jogokat jelzi, nem szolgál a cikkben szereplő információk forrásmegjelöléseként.